# André Cantès
André Cantès (Tours, 16 mai 1906 - La Rochelle, 7 mars 1982), est un militaire français, Compagnon de la Libération. Sous-officier expérimenté de l'aviation au moment du déclenchement de la Seconde Guerre mondiale, il choisit en 1940 de se rallier à la France libre. Il participe aux opérations aériennes au-dessus de l'Afrique et du Moyen-Orient et est gravement blessé. Il poursuit cependant son action jusqu'à la fin de la guerre et reste dans l'Armée après le conflit, jusqu'à sa retraite.

## Biographie

### Jeunesse et engagement
André Cantès naît le 16 mai 1906 à Tours, en Indre-et-Loire. Après avoir obtenu son baccalauréat, il s'engage dans l'armée en juin 1925 et est affecté au 31e régiment d'aviation. Breveté mécanicien avion en août 1926, il est promu sergent en décembre de la même année. Il part ensuite pour le Levant où il est affecté au 39e régiment d'aviation de Beyrouth. Il est blessé deux fois en service aérien, une première fois au-dessus de la Syrie et une seconde lors d'opérations au Sahara. Promu sergent-chef en 1932, il est muté au 1er groupe d'ouvriers d'aéronautique qui devient l'année suivante le 1er bataillon de l'air. Adjudant en 1937, il suit en juin 1939 les cours de radio-navigant à l'école de Saint-Jean d'Angély où il est promu adjudant-chef.

### Seconde Guerre mondiale
Toujours affecté à Saint-Jean-d'Angély au moment de la bataille de France, il apprend la mort de ses parents, tués lors d'un bombardement. Ayant entendu l'appel du général de Gaulle, il décide de poursuivre la lutte contre le 3e Reich. Le 20 juin, en compagnie de James Denis, Georges Goumin, Louis Ferrant, Jean-Albert Dupont et Roger Speich, il embarque à bord d'un Farman F.222 et rejoint l'Angleterre où il s'engage dans les forces françaises libres. Envoyé en Afrique, il participe à la bataille de Dakar puis à la campagne du Gabon jusqu'à la fin de l'année 1940.
Affecté à Brazzaville puis à Takoradi en Gold Coast, il participe à la constitution du groupe de bombardement no 2 lequel, rattaché au no 24 Squadron de la South African Air Force, est envoyé en Égypte puis en Palestine. Il s'illustre en tant que mitrailleur en abattant en vol un chasseur ennemi et en détruisant un grand nombre de cibles au sol lors de l'attaque d'une colonne blindée.
Le 16 mai 1941, en mission au-dessus de la Syrie à bord d'un appareil piloté par Georges Goumin et dans lequel se trouve aussi Albert Marteau, il est blessé une première fois lors du mitraillage d'avions allemands au sol puis une seconde fois pendant le retour vers la base. Sévèrement atteint, il doit être amputé de la jambe droite en juin 1941. Subissant une dizaine d'opérations, il reste hospitalisé pendant un an à Beyrouth. Sorti de l'hôpital, son handicap ne l'empêche pas de reprendre du service et il affecté à la base aérienne de Damas à la fin de 1942. Il poursuit les missions aériennes et est à nouveau blessé en mai 1943 dans le ciel d'Héraklion. Promu lieutenant en septembre suivant, il rentre en France en mars 1945 et est affecté à la base aérienne de La Rochelle.

### Après-guerre
Poursuivant sa carrière militaire, il reste à La Rochelle puis est muté sur la base de Cognac. Il est promu capitaine en mars 1947 et envoyé en Algérie où il est affecté au Centre interarmées d'essais d'engins spéciaux à Colomb-Béchar. Il prend sa retraite en 1950 et rentre en France.
André Cantès meurt le 8 mars 1982 à La Rochelle où il est inhumé.

## Décorations
|  |  |  |
|  |  |  |
|  |  |  |

| Officier de la Légion d'honneur[Quand ?]                      | Officier de la Légion d'honneur[Quand ?]                      | Compagnon de la Libération                           | Compagnon de la Libération                           | Médaille militaire                                | Médaille militaire                                |
| Croix de guerre 1939-1945 Avec une palme                      | Croix de guerre 1939-1945 Avec une palme                      | Croix de guerre des Théâtres d'opérations extérieurs | Croix de guerre des Théâtres d'opérations extérieurs | Médaille des évadés                               | Médaille des évadés                               |
| Croix du combattant volontaire Avec agrafe "Guerre 1939-1945" | Croix du combattant volontaire Avec agrafe "Guerre 1939-1945" | Médaille coloniale Avec agrafes "Sahara" et "Libye"  | Médaille coloniale Avec agrafes "Sahara" et "Libye"  | Chevalier de l'Ordre du Nichan Iftikhar (Tunisie) | Chevalier de l'Ordre du Nichan Iftikhar (Tunisie) |